# Eddie Jobson
Edwin "Eddie" Jobson (n. 28 aprilie 1955) este un claviaturist și violonist englez cunoscut pentru uzul său de sintetizatoare. A fost membru al câtorva trupe de rock progresiv printre care Curved Air, Roxy Music, 801, U.K. și Jethro Tull. A făcut parte și din formația lui Frank Zappa în 1976-77.